# Río Mataura
El Mataura es un río que se encuentra en la región Southland, de la Isla Sur de Nueva Zelanda. Posee una longitud total de 190 kilómetros. Las fuentes del río se encuentran en las montañas situadas al sur del lago Wakatipu. Desde ahí, fluye hacia el sureste hasta Gore, donde torna hacia el sur. Río abajo se encuentra la ciudad de Mataura, terminando por desembocar en el Océano Pacífico, en la Bahí Toetoes. El Mataura es famoso por la gran concentración de truchas marrones, siendo un popular lugar depesca. El nombre procede del maorí mata ('rojo') y ura ('arremolinarse').
- Datos: Q609560
- Multimedia: Mataura River / Q609560